# Vrimmel
Vrimmel är ett musikalbum med Anne Grete Preus, utgivet som CD 1996 av skivbolaget Warner Music Norway. Albumet återutgavs 2013 som LP.

## Låtlsta
1. "Vrimmel" – 3:46
2. "Frihet og søte kaker" – 5:37
3. "Hjertets lys" – 4:58
4. "Magiske motell" –
5. "Hun lærer fuglene å synge" – 5:48
6. "Hold aldri opp" – 4:10
7. "Stilleben med gutt" (Anne Grete Preus/Mental Overdrive) – 1:43
8. "Har alt" – 3:15
9. "Veien heter videre" – 5:27
10. "Elva renner videre" – 5:03
11. "Nøkkelhull" – 2:58

- Alla låtar skrivna av Anne Grete Preus där inget annat anges.

## Medverkande
Musiker
- Anne Grete Preus – sång, gitarr, keyboard
- Knut Bøhn – gitarr
- Vibeke Saugestad – sång
- Vertavokvartetten – div. instrument

Produktion
- Anne Grete Preus – musikproducent
- Knut Bøhn – ljudtekniker, ljudmix, musikproducent
- Truls Birkeland – ljudtekniker